# Lijst van wapens van Oekraïense deelgebieden
Dit artikel bevat een lijst van wapens van Oekraïense deelgebieden. Oekraïne kent 27 deelgebieden: 24 oblasten (provincies), twee steden met een bijzondere status en één autonome republiek. De wapens van al deze entiteiten zijn in dit artikel opgenomen.

## Wapens van oblasten

Charkov: Wapen
Cherson: Wapen
Chmelnytsky: Wapen
Dnjepropetrovsk: Wapen
Donetsk: Wapen
Ivano-Frankivsk: Wapen
Oblast Kiev: Wapen
Kirovohrad: Wapen
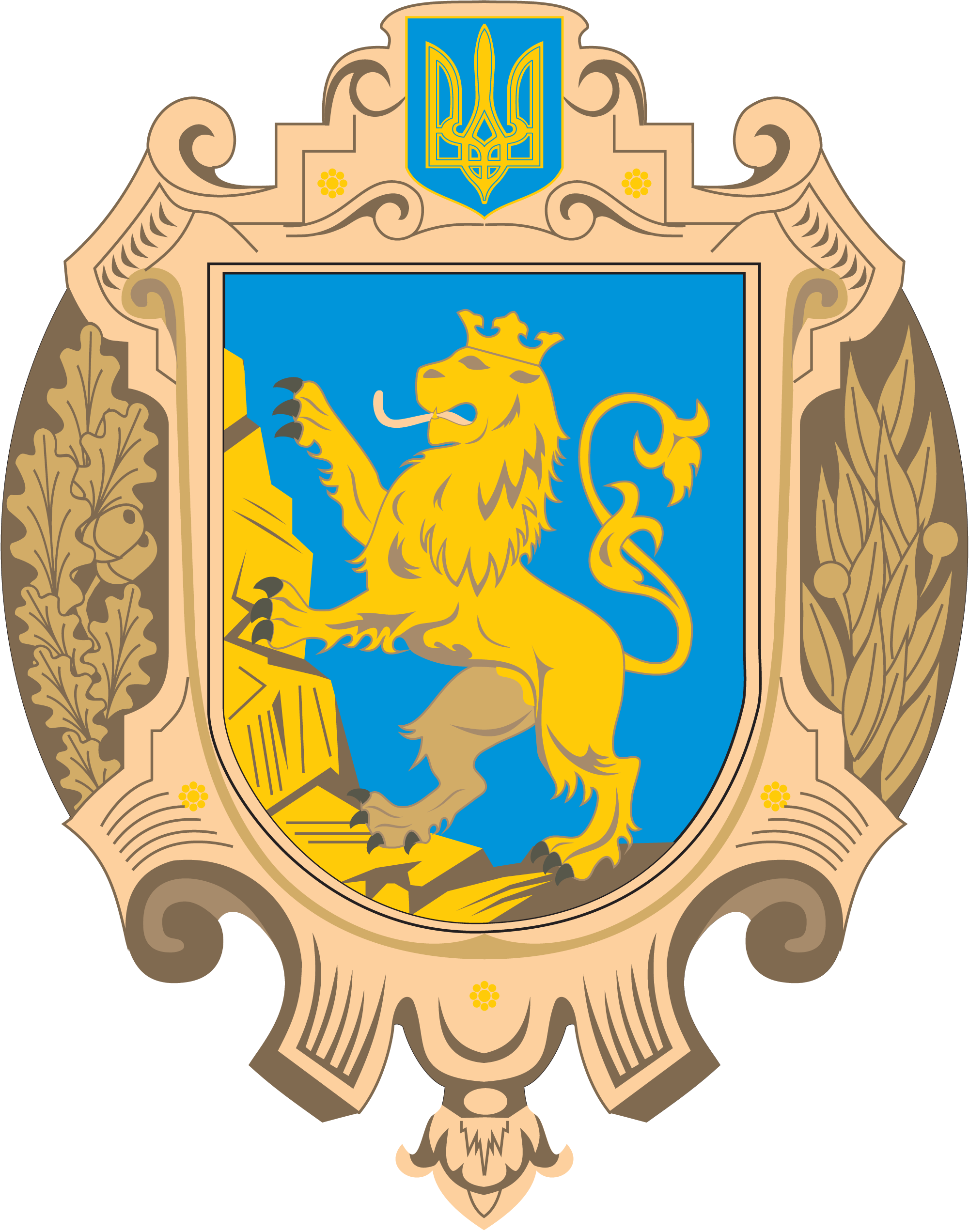
Lviv: Wapen
Loehansk: Wapen
Mykolajiv: Wapen
Odessa: Wapen
Poltava: Wapen
Rivne: Wapen
Soemy: Wapen
Ternopil: Wapen
Transkarpatië: Wapen
Tsjerkasy: Wapen
Tsjernihiv: Wapen
Tsjernivtsi: Wapen
Vinnytsja: Wapen
Wolynië: Wapen
Zaporizja: Wapen
Zjytomyr: Wapen

## Wapen van de autonome republiek van de Krim

Autonome republiek van de Krim[1]: Wapen

## Wapens van steden met een bijzondere status

Kiev: Wapen
Sebastopol[1]: Wapen